# Touring Club Svizzero
Il Touring Club Svizzero (TCS) è un’associazione senza scopo di lucro, che conta circa 1,5 milioni di soci sul piano nazionale Quale maggiore Club della mobilità della Svizzera, il TCS propone ai propri soci servizi e prestazioni nei seguenti settori: assistenza alle persone e ai veicoli, assicurazioni, consulenza e nel campo del turismo e dei viaggi. Inoltre, il TCS s’impegna nella difesa dei propri soci quali consumatori, a favore della comunità, realizzando test sui prodotti e sulle infrastrutture legate alla mobilità, promuove la sicurezza stradale ed opera nella diffusione della mobilità elettrica.
Oltre ai servizi base del societariato, i suoi principali prodotti sono: l’assistenza all’estero, la protezione giuridica, le assicurazioni per i veicoli, le carte di credito, la formazione dei conducenti, i corsi di pefezionamento alla guida e il turismo (campeggi e viaggi). I soci del Club beneficiano di numerosi vantaggi e sconti presso diversi fornitori in Svizzera.

## Origine e struttura
Il TCS è stato fondato a Ginevra il 1º settembre 1896 da 205 ciclisti nell’intento di sviluppare il turismo in bicicletta. La sede dell’Associazione si trova a Vernier nel Cantone di Ginevra. Da un gruppo di associati al TCS, passati dalla bicicletta all'automobile, venne fondato nel 1898 l'Automobile Club Svizzero.

Il TCS si compone di un Club centrale e di 24 sezioni. L’organo supremo è l’Assemblea dei delegati nazionali che rappresenta tutti i soci del TCS ed elegge il Presidente centrale. Il Consiglio d’Amministrazione è composto dal Presidente  e da un rappresentante per ogni sezione; esso nomina la direzione che gestisce gli affari del Club centrale. 

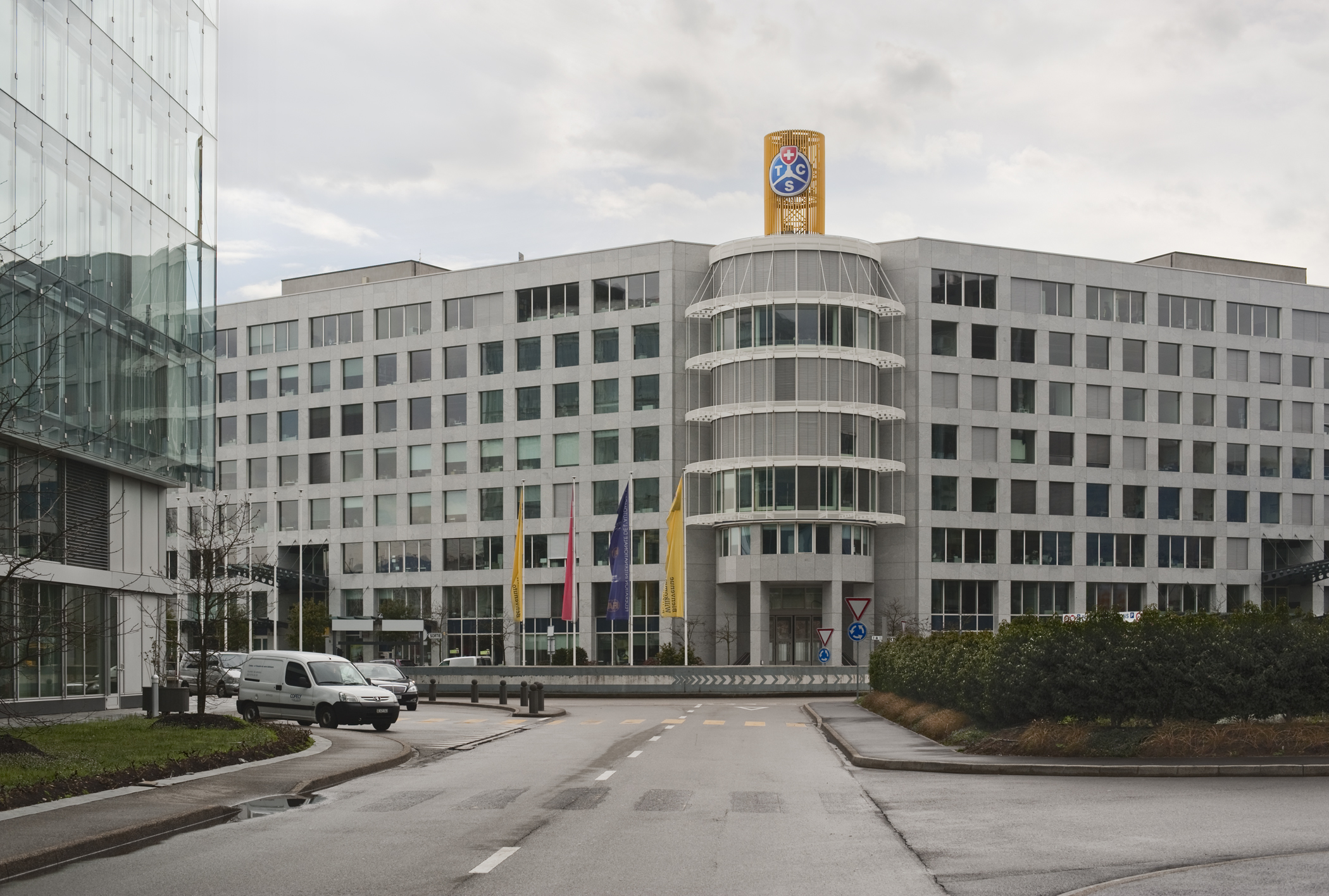
Sede TCS

## Attività
Il TCS è conosciuto in tutta la Svizzera per il servizio di soccorso stradale effettuato dai suoi circa 220 pattugliatori alla guida dei tipici veicoli gialli. 
Il Libretto ETI (Entraide Touristique Internationale) è titolo assicurativo e d’assistenza viaggi che copre le contingenze che potrebbero intervenire prima e durante il viaggio ed il soggiorno all’estero: assicurazione annullamento, assistenza, soccorso, protezione giuridica, assicurazione bagagli, consulenza medica a distanza, rimpatrio sanitario e costi di guarigione.
Assista, il servizio di protezione giuridica del TCS è stato fondato nel 1958. Difende i propri soci nei seguenti settori: protezione giuridica privata, circolazione, immobiliare e internet. 

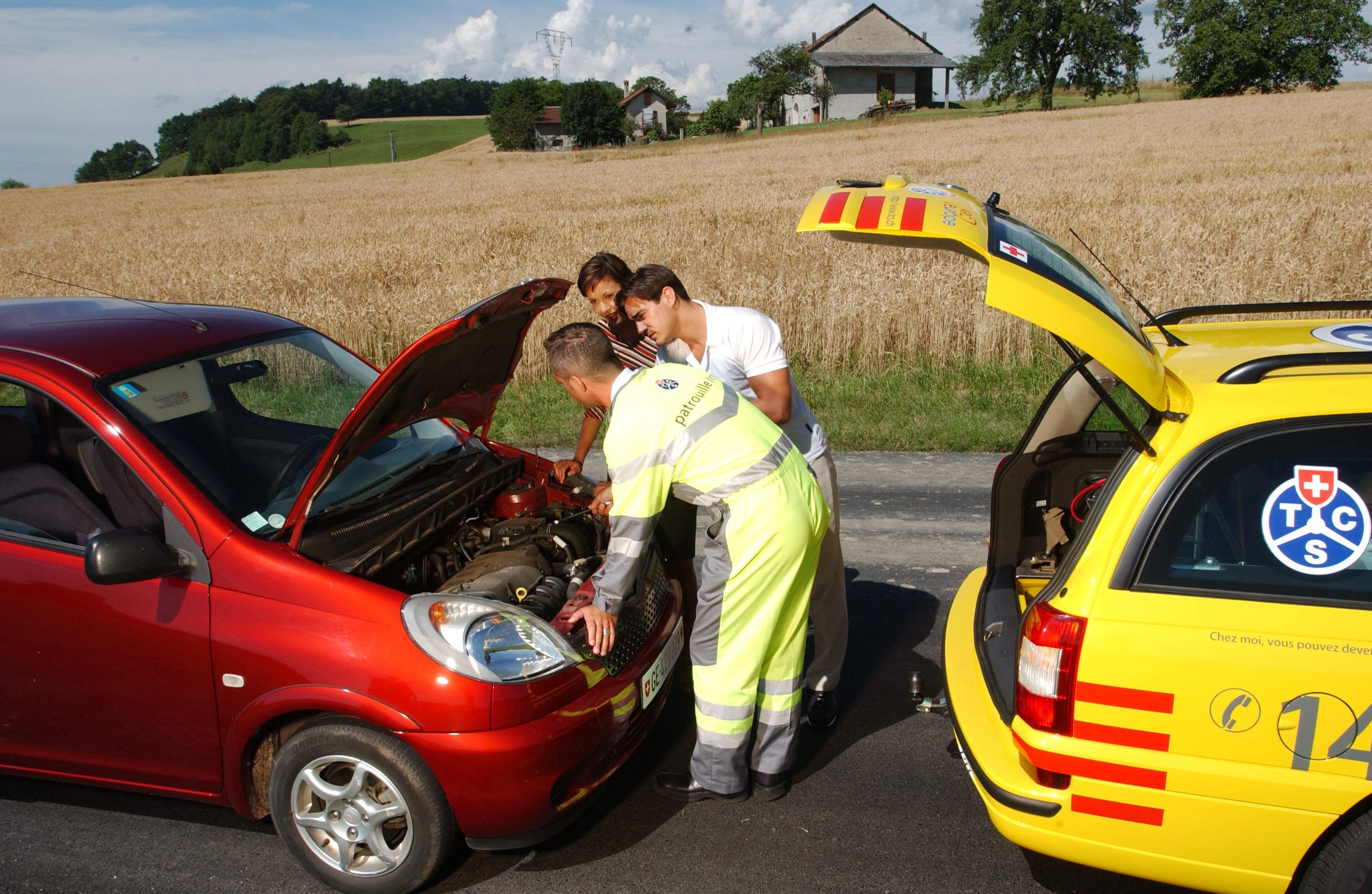
Un pattugliatore del TCS all'opera

Ogni anno il TCS esegue test di prodotti (seggiolini auto, pneumatici, caschi, sistemi di guida, ecc.) e di veicoli (auto, moto, bici elettriche, monopattini, ecc.) pubblicando gratuitamente i risultati affinché l’intera comunità ne possa beneficiare. Svolge pure studi sulla sicurezza delle infrastrutture stradali. Dalla sua fondazione, il TCS s’impegna per la sicurezza stradale. Pubblica opuscoli educativi e informativi per i propri soci e gli istituti scolastici. Partecipa alle campagne nazionali di prevenzione, sostenute finanziariamente dal Fondo di sicurezza stradale. 
Interlocutore privilegiato delle Autorità, il TCS dispone di una competenza riconosciuta a livello svizzero e partecipa a tutte le procedure di consultazione su progetti di legge sui temi che riguardano la mobilità in generale: pianificazione, traffico, regole della circolazione, sicurezza, costruzione e finanziamento stradali.
I soci del TCS ricevono gratuitamente mensilmente la rivista del Club Touring, pubblicata in francese, tedesco e italiano. La redazione del giornale è centralizzata a Berna. 
Il TCS conta di 21 centri tecnici, di 29 campeggi e di 15 piste di formazione nella guida ripartiti strategicamente su tutto il territorio.   
Il TCS è membro della Federazione internazionale dell’automobile (FIA) dal 1998.

## Accademia della mobilità
L'Accademia della mobilità è stata fondata dal TCS nel 2008. Essa offre una piattaforma interdisciplinare di scambio sulla mobilità. Studia tutte le forme di mobilità che hanno un futuro e sono sostenibili. In qualità di cellula di riflessione e d’azione, l’Accademia della mobilità, con il sostegno di organizzazioni nazionali e internazionali, promuove numerose conferenze in Svizzera sulle tematiche della mobilità elettrica, condivisa, collaborativa, ecc. Quale attore svizzero di riferimento, l’Accademia della mobilità sviluppa anche concetti innovativi come “carvelo”, “carvelo2go” o “muoviamoci” e gestisce gli affari dell’associazione “Swiss eMobility”.

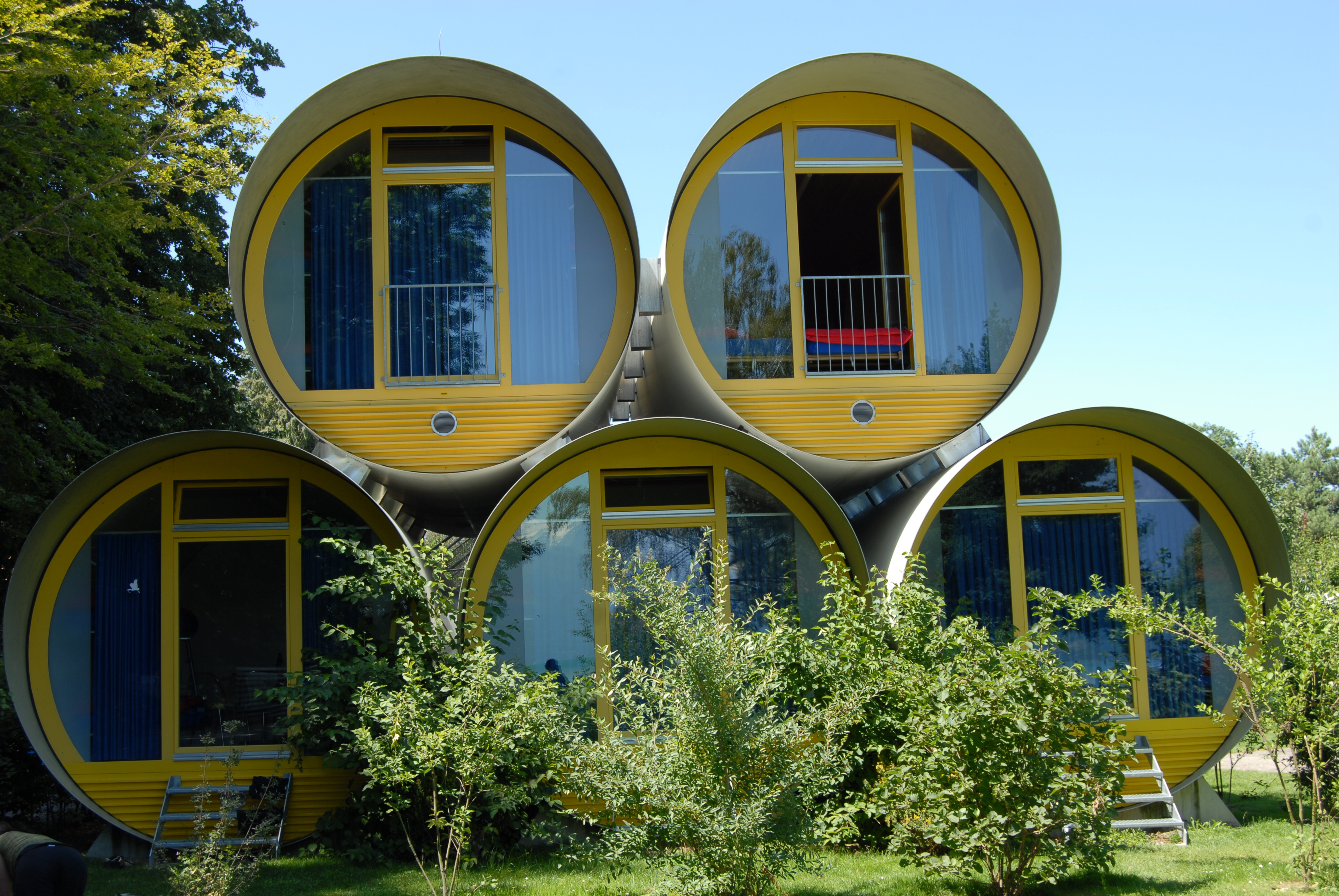
Camping TCS al Lago di Thun a Thun-Gwatt

## Prestazioni
- Soccorso e assistenza alle persone e ai veicoli in Svizzera e all’estero
- Assicurazioni auto (TCS Assicurazione auto) e protezione giuridica
- Turismo, viaggi e campeggio
- Formazione dei conducenti e corsi di perfezionamento della guida

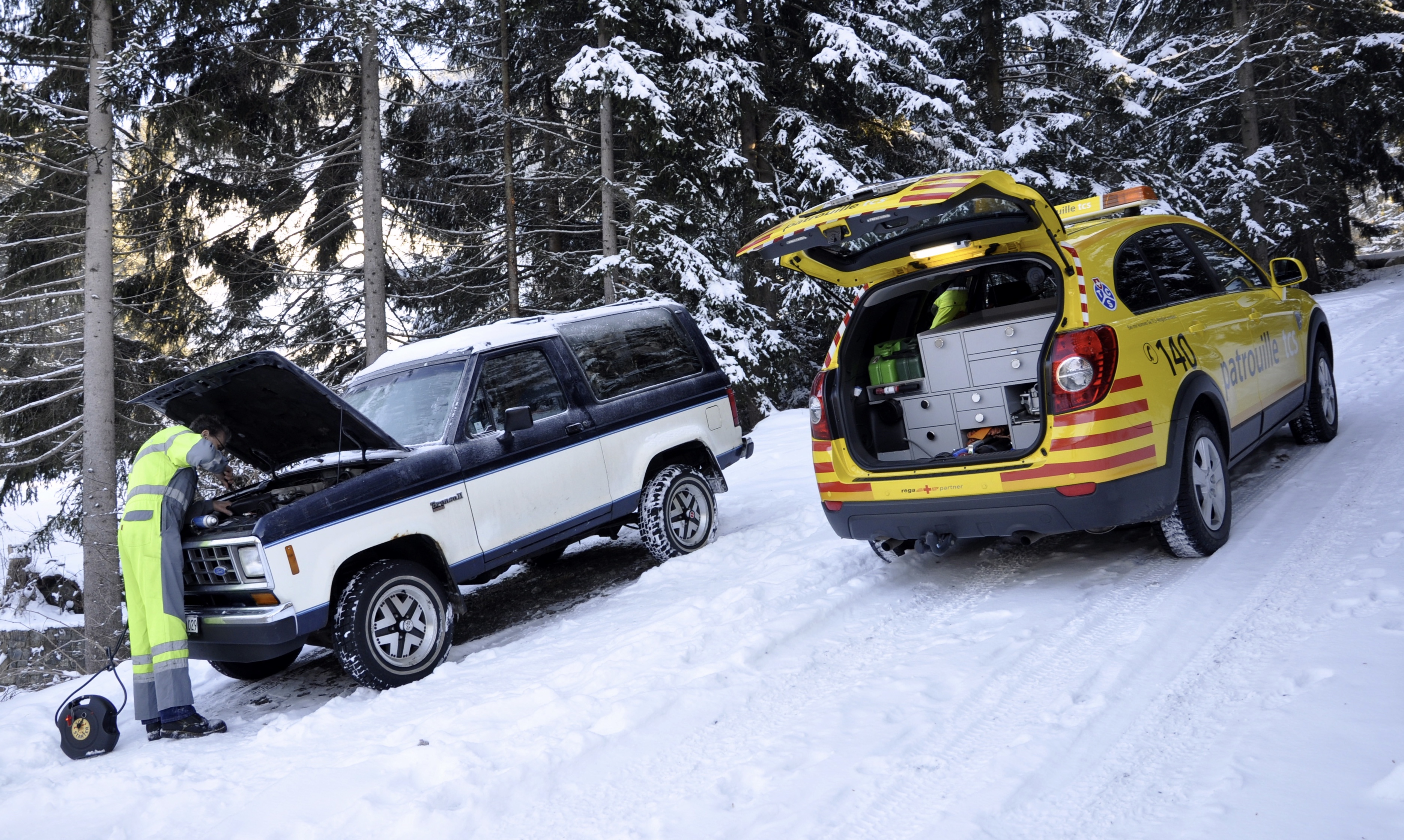
TCS - pattugliatore sulla neve

- Prevenzione ed educazione stradale
- Controlli tecnici di veicoli
- Test e consigli
- Informazioni stradali
- Protezione dei consumatori